# Paine (Chili)
Paine is een gemeente in de Chileense provincie Maipo in de regio Región Metropolitana. Paine telde 72.759 inwoners in 2017 en heeft een oppervlakte van 678 km².

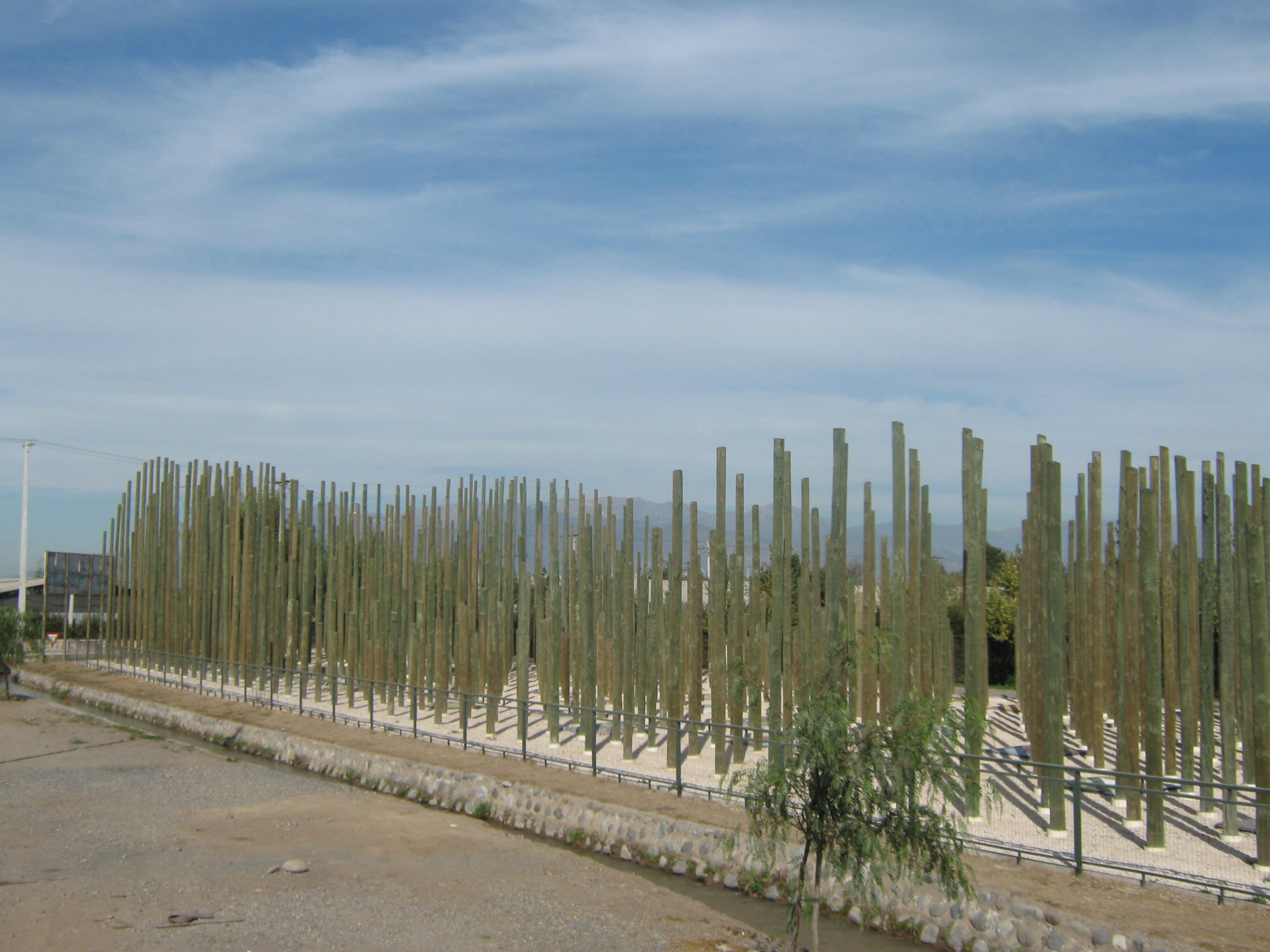

- Library of Congress Control Number: n2003096264
- Nationale Bibliotheek van Israël: 987007484871405171
- Virtual International Authority File: 140920976
- WorldCat: E39PBJyGVkwxMWqfQRTYy9WhpP